# Pierre Lelong (écrivain)
Pour les articles homonymes, voir Pierre Lelong et Lelong.
Pierre Louis Julien Lelong, né le 13 novembre 1869 à Arrou (Eure-et-Loir) et mort à Grosrouvre (Seine-et-Oise) le 29 avril 1944, est un écrivain et journaliste français. Il est connu pour avoir été l'initiateur d'un mouvement régionaliste dans le pays d'Yveline.

## Le régionalisme en pays d'Yveline
En 1901, Pierre Lelong quitte Paris où il vit pour s'installer en partie à Grosrouvre, un village de Seine-et-Oise. En 1904 et 1905, il lance un mouvement régionaliste et décentralisateur dans le pays d'Yveline : il fonde notamment l'École de Rambouillet, groupement artistique auquel participent Frank Myers Boggs, Pierre Prins, Julien Tinayre ou Pierre-Eugène Vibert. Il a également pour projet la création d'un Musée Populaire de l'Yveline. À cette époque, le mouvement de Pierre Lelong fait l'objet de nombreux articles dans la presse francophone et ses expositions attirent beaucoup de visiteurs (6 000 personnes à l'hôtel de ville de Rambouillet en 1905). En 1906, l'École de Rambouillet devient la Société des Amis de l'Yveline. Les actions de Pierre Lelong en faveur de la culture régionale et populaire font qu'il est comparé à Frédéric Mistral par son entourage. Le mouvement cesse d'exister en 1914 avec le début de la Première Guerre mondiale.
Entre 1906 et 1923, Pierre Lelong a publié plusieurs ouvrages sur le pays d'Yveline et ses habitants.

## Quelques œuvres
- Ma chanson, Paris, Victor-Havard, 1904.
- Au Pays des Grenouilles Bleues (prix Salverte de la Société des Gens de Lettres), 1906.
- Luroué le braco, préfacée par Marcelle Tinayre, Paris, Eugène Figuière & Cie, 1911.
- Contes de la Gobine, Paris, Jouve & Cie éditeurs, 1923.
- Moro la proie, Paris, Jouve & Cie éditeurs, 1931.

### Sources et bibliographie
- Le régionalisme en Yveline, Pierre Lelong (…), François Roche. Collection « La vallée de Chevreuse et la Forêt de Rambouillet en 1900 », Éditions l’Arbre aux Papiers, 2000.
- Grosrouvre, Rambouillet une histoire d'École, Josette Hervet, Société Historique et Archéologique de Rambouillet et de l’Yveline, 2012.